# 너구리 (프로게이머)
너구리(본명: 장하권, 1999년 7월 17일 ~ )은 대한민국의 전직 리그 오브 레전드 프로게이머이다. 아이디는 Nuguri이다. 현역 시절 포지션은 탑 라이너였다.

## 선수 시절
풍덕고등학교 3학년이던 2017년 3월 11일 챌린저스의 아이 게이밍 스타에 입단하면서 프로 커리어를 시작했다. 2017년 스프링 시즌 중반부터 주전 탑 라이너로 활약했다.
2018 시즌 스토브 리그 기간 동안 같은 CK팀인 담원 게이밍에 입단했다. 2019 스프링 승강전에 팀을 진출시켰으며 2019 스프링 시즌 팀이 리그 오브 레전드 챔피언스 코리아에 승격하는데 공헌했다.
팀이 승격한 이후 치르는 첫 시즌인 2019 스프링 시즌에서도 좋은 활약을 보여주었다. 첫 국제대회인 리프트 라이벌즈 2019에서는 LCK의 우승에 공헌했다. 서머 시즌에는 팀의 3위에 기여했다. 2019 롤드컵 선발전에서도 활약하며 팀의 첫 롤드컵 진출에 기여했다. 롤드컵 본선 무대에서는 플레이-인 스테이지를 박살내고 조별리그에 올라 조별리그 1위를 차지하게하는데 기여했으나 8강전에서는 아쉬운 모습을 보여주며 8강에서 탈락했다.
2020 스프링 시즌에서는 LCK에서 가장 뛰어난 탑 라이너라는 평가를 들었으며 팀의 4위에 기여했으며 본인은 퍼스트 팀에 선정되었다. 스프링 종료 이후 열린 미드 시즌 컵에서도 좋은 모습을 보여 주었으나 팀은 조별리그에서 탈락했다. 서머 시즌에는 스프링 시즌 보다 더 나은 모습을 보여주었으며 팀의 압도적인 우승에 공헌했다. 너구리는 결승전에서 MVP를 수상했으며 서머 퍼스트 팀에 선정되었다. 서머 시즌 우승으로 출전한 롤드컵 조별리그에서도 압도적인 모습을 보여주었으며 서머 결승상대였던 DRX를 8강전에서 압살했고, 4강전에서는 G2를 꺾고 지난해의 복수를 성공시켰다. 이어 열린 쑤닝 게이밍과의 결승전에서도 안정적으로 플레이하며 팀의 첫 롤드컵 우승을 견인했다. 롤드컵 종료 이후 치러지는 올스타전에는 기흉 수술을 이유로 불참했다.
2021시즌 스토브 리그 기간 동안 담원 게이밍과의 계약이 종료되었으며 중국 리그인 리그 오브 레전드 프로리그의 펀플러스 피닉스에 입단했다. 펀플러스 입단 이후 스프링 초반에는 부침을 겪었으나 적응을 하는데 성공하며 스프링 시즌 팀의 준우승에 기여했다. 하지만 서머 시즌 들어서는 부진에 빠졌으며 서머 시즌 중반 이후로는 서브 선수로 밀려났다. 하지만 다시 주전 자리로 올라오게 되었으며 팀의 포스트시즌 진출에 기여했다. 리그 오브 레전드 월드 챔피언십 2021에서는 로스터에 포함되면서 참가했다. 너구리는 FPX의 주전 탑 라이너로 대회에 참가했다. 하지만 팀은 조별리그에서부터 부진에 빠지면서 조별 단계에서 탈락했다. 2021시즌 종료 후 팀에서 퇴단했다.
2022시즌은 특정 팀과 계약하지 않고 휴식을 할 계획으로 알려졌다. 2022 서머시즌을 앞두고 휴식을 마친 뒤, 다시 DWG KIA에 입단했다. 서머 시즌 동안 팀의 주전 탑 라이너로 활동했다. 하지만 서머 시즌 포스트시즌 기간동안에는 버돌이 주로 출전을 기록했다. 2022년 월드 챔피언십을 앞두고 로스터에 포함되면서 참가했다. 너구리는 대회 기간 동안 팀의 주전 탑 라이너로 활동했으며 팀의 8강 성적에 기여했다. 2022시즌 종료 후 팀에서 퇴단했다.
2022년 11월 28일, 현역 은퇴를 선언했다.

## 소속팀
| # | 팀명             | 소속 기간               | 소속 리그 | 비고 |
| - | ---------------- | ----------------------- | --------- | ---- |
| 1 | 아이 게이밍 스타 | 2017.03.11 ~ 2017.11.20 | CK        |      |
| 2 | 담원 게이밍      | 2017.11.20 ~ 2020.11.17 | CK LCK    |      |
| 3 | 펀플러스 피닉스  | 2020.12.17 ~ 2021.11.17 | LPL       |      |
| 4 | DWG KIA          | 2022.04.20 ~ 2022.11.16 | LCK       |      |

## 일화

### 더샤이와의 도벽룬 논쟁
리그 오브 레전드 월드 챔피언십 2019 플레이-인 기간 중 너구리는 도벽 룬을 사용하면서 여러 팀들을 압살하는 모습을 보여주며 화제가 되었다. 이런 너구리의 모습에 대해 더샤이는 인터뷰에서 자신 앞에서는 그런 도벽룬이 통하지 않을 것이라며 자신감을 내비쳤다. 이에 대해 너구리는 상황에 따라 자신은 도벽 룬을 사용할 것이라면서 응수하는 모습을 보여주었다.
너구리의 소속팀인 담원 게이밍과 더샤이의 소속팀인 인빅투스 게이밍은 롤드컵에서 같은 조에 편성되었으며 2019년 10월 14일에 조별리그 경기를 치르게 되었다. 이 경기에서 너구리는 예고 대로 도벽룬을 기용했으며 더샤이와의 탑 라인전을 승리했을 뿐만 아니라 팀이 승리하는데도 일조했다.
이 경기가 치러진 이후 상대였던 더샤이는 너구리의 도벽 룬 활용을 보면서 자신의 생각이 바뀌었다는 말을 전하기도 했다.
한편 2020 시즌을 앞두고 패치를 통해 도벽 룬이 사라지게 되었으며 너구리는 이에 대해 아쉽다는 소감을 남기기도 했다.

## 수상 내역
- 리그 오브 레전드 챌린저스 코리아 서머 2018 우승
- 리프트 라이벌즈 2019 우승
- 리그 오브 레전드 월드 챔피언십 2019 8강
- 우리은행 리그 오브 레전드 챔피언스 코리아 서머 2020 우승
- 우리은행 리그 오브 레전드 챔피언스 코리아 서머 2020 결승전 최우수선수
- 리그 오브 레전드 월드 챔피언십 2020 우승
- 2020 e스포츠 명예의 전당 스타즈
- e스포츠 명예의 전당 히어로즈
- 리그 오브 레전드 프로리그 스프링 2021 준우승
- 리그 오브 레전드 프로리그 서머 2021 준우승
- 리그 오브 레전드 월드 챔피언십 2021 16강
- 리그 오브 레전드 월드 챔피언십 2022 8강